# Devschirme

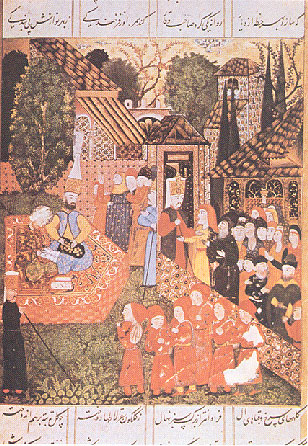
Osmansk framställning av Devschirme

Devschirme (turkiska: devşirme 'insamling') var ett i Osmanska riket förekommande bruk som innebar att de kristna bönderna på Balkan tvingades skicka sina söner till sultanen som slavar. Sönerna uppfostrades sedan i den muslimska tron vid Höga porten, och många av dem gjordes till soldater i janitsjartrupperna.
Detta bruk var en form av beskattning (även kallad blodskatt) av de kristna för att de inte gjorde reguljär militärtjänst. Från varje år till vart sjunde år blev pojkar mellan 7 och 14 år utvalda. Om de hade framgång kunde de bli ämbetsmän och i vissa fall med möjlighet att gynna den gamla hembyn. 
Rekryteringen blev lagligen reglerad först under Selim I:s regering. Kristna pojkar, särskilt från Albanien och Grekland och senare även i Ungern, utskrevs. Endast några genom särskilda fördrag privilegierade orter såsom Istanbul, Galata och Rhodos var befriade från skatten. Till en början utskrevs var femte pojke, men längre fram tog man alla dugliga.
Olika typer av missbruk förekom. Dels tillät tjänstemän rika föräldrar att friköpa sina söner, dels avlämnade de inte alla utskrivna till pagekamrarna utan sålde många för egen räkning till slavhandlare.
Bruket upphörde under 1600-talet, det sista tillfället för Bulgariens del var 1685. Det avskaffades slutligen av Ahmed III (regent 1703-1730).